# Dario S. Zamboni
Dario Simões Zamboni (Jaboticabal, 29 de dezembro de 1975) é um biólogo brasileiro cuja pesquisa trata de patogênese microbiana, imunidade inata e doenças infecciosas. Atualmente, ele é professor da Universidade de São Paulo em Ribeirão Preto.
Ele é membro da Academia Brasileira de Ciências.
Orientador de pesquisas de mestrado e doutorado na Faculdade de Medicina de Ribeirão Preto da Universidade de São Paulo (FMRP-USP), ele obteve o reconhecimento científico de trabalhos orientados em várias premiações, com destaque para o Prêmio Capes de Tese conferido pelo Ministério da Educação do Brasil.